# Herbert Thieß
Herbert Thieß (* 10. April 1887 in Berlin; † 9. August 1957 in Bobbau) war ein deutscher Diakon.

## Leben

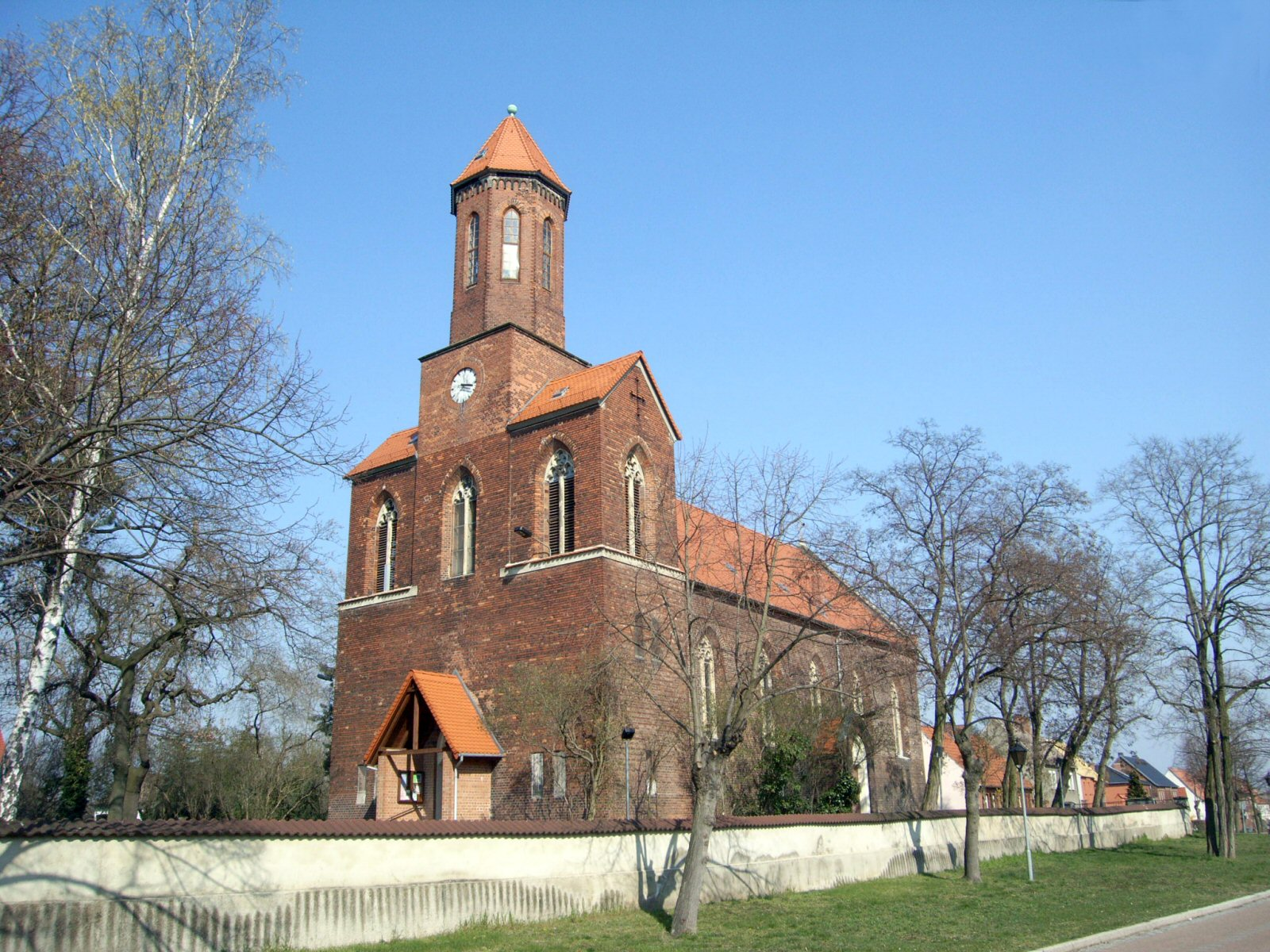
Christuskirche Bobbau

Nachdem er im Schirmmacherhandwerk gelernt und gearbeitet hatte, begann Thieß 1906 im Johannesstift (Berlin) eine vierjährige Ausbildung zum Diakon. Anschließend war er drei Jahre Stadtmissionar in Berlin und ein Jahr Jugendsekretär in Arnstadt. Vom Johannesstift zum 1. Oktober 1914 in das Borwinheim entsandt, waren er und seine Frau Hauseltern. Inzwischen Vater von vier Kindern, verlor Thieß 1923 die Stellung wegen wirtschaftlicher Schwierigkeiten des Waisenhauses. Für kurze Zeit war er im öffentlichen Arbeitsnachweis von Neustrelitz tätig. Ernst Voß initiierte seine  Berufung als Landesposaunenwart für beide Mecklenburg zum 1. Oktober 1924. Voß schätzte Thieß als Landesposaunenwart, zumal er mit den Mecklenburgern gut zurechtkam. „Herr Pastor, einen beteren as Herrn Thieß hadden sei gornich finnen künnt för de Posaunensak.“ Das Problem waren die Einkünfte. Die Nichtanerkennung eines umstrittenen Anspruchs auf Ruhegehalt führte dazu, dass Thieß das Amt schon am 31. August 1925 aufgab und als Gemeindediakon nach Berlin ging. Nach sechs Jahren als Angestellter in der Trinkerfürsorgestelle war er ab 1934 Küster in Halle (Saale). Nach einer Notausbildung betreute er ab 1939 das Pfarramt in Bobbau. Dort starb er mit 70 Jahren.